# Aloe ballii
Aloe ballii é uma espécie de liliopsida do gênero Aloe, pertencente à família Asphodelaceae.